# 애덤 앤트
애덤 앤트(Adam Ant, 1954년 11월 3일 ~ )는 잉글랜드의 가수로, 애덤 앤 디 앤츠의 리드 보컬이다.